# Ivnica
Ivnica är en ort i Bosnien och Hercegovina.   Den ligger i entiteten Federationen Bosnien och Hercegovina, i den centrala delen av landet, 40 km norr om huvudstaden Sarajevo. Ivnica ligger 550 meter över havet och antalet invånare är 256.
Terrängen runt Ivnica är huvudsakligen kuperad. Ivnica ligger nere i en dal. Runt Ivnica är det ganska tätbefolkat, med 93 invånare per kvadratkilometer.. Närmaste större samhälle är Zenica, 19,4 km väster om Ivnica. 
Omgivningarna runt Ivnica är en mosaik av jordbruksmark och naturlig växtlighet.